# Station Środa Śląska - polny zameczek
Station Środa Śląska polny zameczek is een spoorwegstation in de Poolse plaats Środa Śląska.